# Anne Marie Wicher
Anne Marie Wicher, auch Annemarie Wicher (* 22. März 1934 in Graz; † 28. Februar 2014 ebenda) war eine österreichische Politikerin (ÖVP). Wicher war von 1995 bis 2009 Abgeordnete zum Landtag Steiermark.
Wicher besuchte von 1945 bis 1953 das II. Bundesrealgymnasium für Mädchen und schloss ihre Ausbildung mit der Matura ab. Sie war in der Folge als Reisebürofachfrau, Hausfrau und Behindertenberaterin tätig. Wicher, selbst querschnittgelähmt und Rollstuhlfahrerin, wurde 1995 von Josef Krainer als unabhängige Kandidatin aufgestellt und zog in diesem Jahr in den Landtag ein. Wicher vertrat die ÖVP bis zum 16. März 2009 im Landtag und war Sprecherin für behinderte Menschen. Als ihre Schwerpunkte in der politischen Arbeit bezeichnete Wicher zudem die Themen Sozialpolitik, Familienpolitik, Gesundheit, Kultur, Sport und Tourismus.